# Batalla de Chiflón
La batalla de Chiflón (también llamada batalla de El Chiflón) fue un enfrentamiento militar librado en la Argentina el 13 de septiembre de 1835 entre las fuerzas del caudillo de la provincia del Tucumán, Alejandro Heredia, y las de la provincia de Catamarca. 
A inicios de septiembre de ese año Heredia entró en conflicto con el gobernador catamarqueño Manuel Navarro, quien no deseaba someterse a la influencia que el gobernador tucumano ejercía sobre el Noroeste argentino. Debido a esto Heredia envió a su hermano Felipe a derrocar a Navarro. 
El general Figueroa salió a enfrentarlo en un lugar llamado Chiflón, a pesar de su inferioridad numérica los tucumanos consiguieron una absoluta victoria gracias a su mayor experiencia y disciplina.
Tras el combate Navarro renunció el mismo día. Durante la noche fue nombrado gobernador Mauricio Herrera, pero tuvo que renunciar ante la entrada de Heredia en la Ciudad de Catamarca. El tucumano nombró como gobernante títere Juan Nicolás Gómez y Espeche pero en enero del año siguiente fue derrocado por el riojano Fernando Villafañe enviado por Juan Manuel de Rosas. Sin embargo, de igual modo todo el norte del país quedó en manos de Alejandro Heredia hasta su asesinato en 1838.